# Малатдегідрогеназа-1
Малатдегідрогеназа-1 (англ. Malate dehydrogenase 1) – білок, який кодується геном MDH1, розташованим у людей на короткому плечі 2-ї хромосоми.  Довжина поліпептидного ланцюга білка становить 334 амінокислот, а молекулярна маса — 36 426.
| 10         |  | 20         |  | 30         |  | 40         |  | 50         |
| ---------- |  | ---------- |  | ---------- |  | ---------- |  | ---------- |
| MSEPIRVLVT |  | GAAGQIAYSL |  | LYSIGNGSVF |  | GKDQPIILVL |  | LDITPMMGVL |
| DGVLMELQDC |  | ALPLLKDVIA |  | TDKEDVAFKD |  | LDVAILVGSM |  | PRREGMERKD |
| LLKANVKIFK |  | SQGAALDKYA |  | KKSVKVIVVG |  | NPANTNCLTA |  | SKSAPSIPKE |
| NFSCLTRLDH |  | NRAKAQIALK |  | LGVTANDVKN |  | VIIWGNHSST |  | QYPDVNHAKV |
| KLQGKEVGVY |  | EALKDDSWLK |  | GEFVTTVQQR |  | GAAVIKARKL |  | SSAMSAAKAI |
| CDHVRDIWFG |  | TPEGEFVSMG |  | VISDGNSYGV |  | PDDLLYSFPV |  | VIKNKTWKFV |
| EGLPINDFSR |  | EKMDLTAKEL |  | TEEKESAFEF |  | LSSA       |  |            |

A: Аланін

C: Цистеїн

D: Аспарагінова кислота

E: Глутамінова кислота

F: Фенілаланін

G: Гліцин

H: Гістидин

I: Ізолейцин

K: Лізин

L: Лейцин

M: Метіонін

N: Аспарагін

P: Пролін

Q: Глутамін

R: Аргінін

S: Серин

T: Треонін

V: Валін

W: Триптофан

Цей білок за функцією належить до оксидоредуктаз. 
Задіяний у такому біологічному процесі як цикл трикарбонових кислот. 
Білок має сайт для зв'язування з НАД. 
Локалізований у цитоплазмі.